# Astilleros del Atlántico
Astilleros del Atlántico, Sociedad Anónima fue una empresa dedicada a la construcción y reparación naval ubicada en Santander, Cantabria. Fue fundada en 1971, abandonando la producción en 1988. Su astillero se ubicaba en San Martín.

## Historia

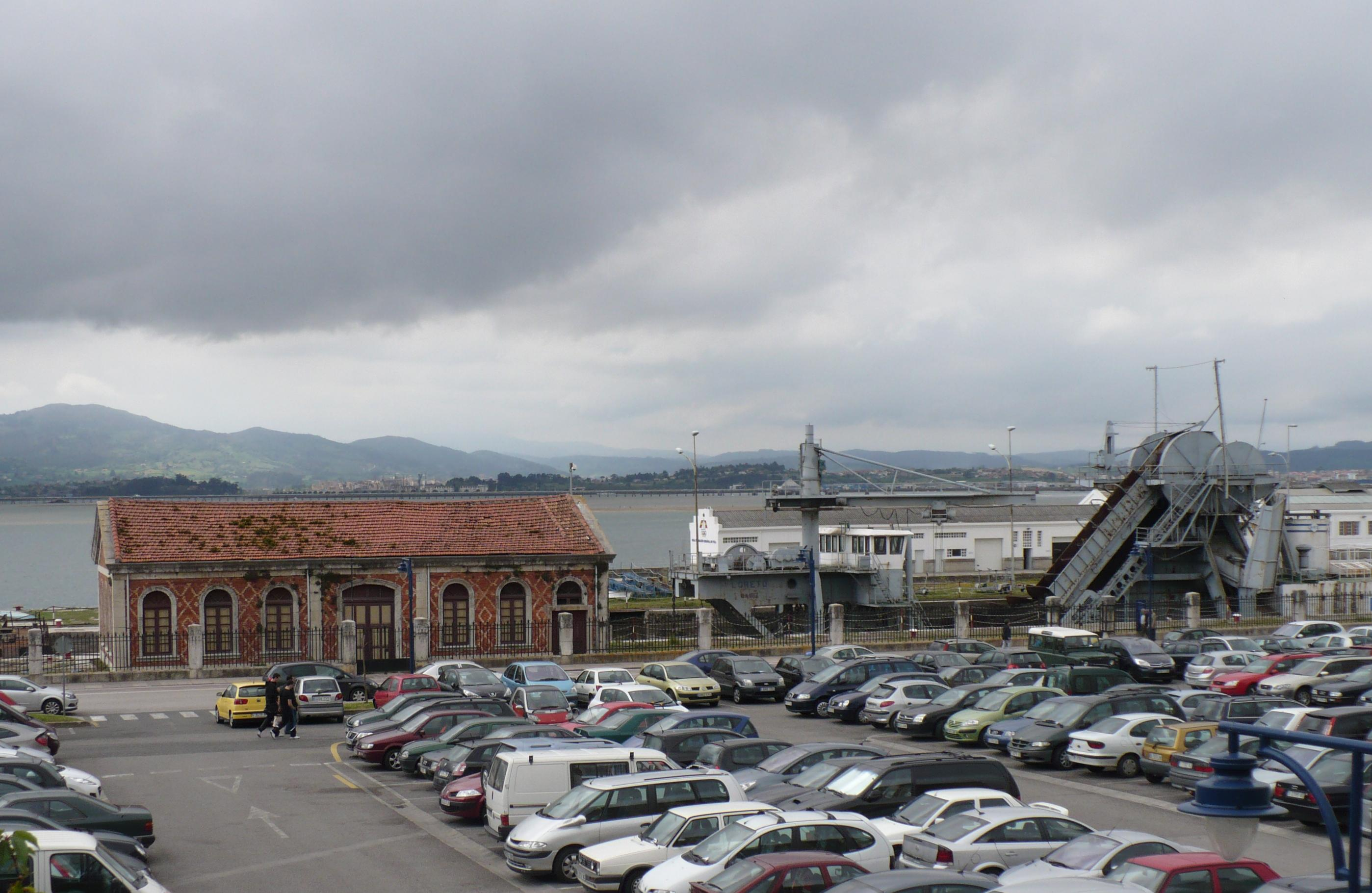
El dique de Gamazo, parte de las instalaciones de Astilleros del Atlántico, en la actualidad

Astilleros del Atlántico, S.A. se forma en 1971, dando continuidad a Corbasa, la empresa de capital belga que tenía la propiedad del astillero de San Martín y el arrendamiento del dique de Gamazo en la capital cántabra. Corbasa tenía problemas económicos, que primero la llevaron a solicitar la intervención judicial en enero de 1971, para acabar desapareciendo en septiembre del mismo año.
La nueva empresa, Astilleros del Atlántico, contó con el capital del cántabro Jaime Pérez Maura, de Pérez y Compañía. La empresa se hizo con la propiedad del astillero, continuando de esa manera con la construcción naval en San Martín, que se remonta al año 1878. De sus gradas han salido, entre otros, barcos como el Las Palmas (bautizado como Somiedo, número de grada 208), el primer buque español que participó en misiones científicas en la Antártida (en 1988 y 1991), o el remolcador de la Armada A-51 Mahón.
Problemas económicos derivados de la reconversión naval, entre 1984 y 1987, obligaron finalmente al cierre de la empresa en 1988, después de 16 años de vida, poniendo punto final además a 110 años de construcción naval en el astillero de San Martín.
A pesar del cierre la empresa Astilleros del Atlántico, S.A. continuó existiendo como tal; los terrenos donde se asentaba fueron expropiados por el Gobierno de Cantabria dirigido por Juan Hormaechea Cazón (Alianza Popular) para la construcción del Palacio de Festivales de Cantabria. La falta de acuerdo del precio a pagar provocó una demanda de Astilleros del Atlántico, que fue estimada por el Tribunal Superior de Justicia de Cantabria en 2001, sentenciando que el ejecutivo cántabro debía pagar 4497 millones de pesetas, más otros 3500 millones en intereses, desestimando otra sentencia del año anterior del jurado provincial de Expropiación Forzosa de Cantabria que daba un valor a los terrenos de 250 millones.
Tras un recurso del gobierno cántabro, el Tribunal Supremo de España dictaba una sentencia en 2005 en la que, tras una nueva tasación, se estimaba que el precio a pagar por los terrenos expropiados llegaría a unos 30 millones de Euros, unos 5000 millones de las antiguas pesetas; de esa cantidad más de la mitad iría a parar a los acreedores de Astilleros del Atlántico y el resto a los titulares de las acciones de la empresa.
Finalmente en diciembre de 2006 el gobierno de coalición PRC-PSC abonaba la cantidad de 20,4 millones de euros tras llegar a un acuerdo con Astilleros del Atlántico.